# Arquitecto empresarial
Un arquitecto empresarial es un practicante de la arquitectura empresarial; una disciplina administrativa de la administración estratégica que opera dentro de las organizaciones.

## Función
Los arquitectos empresariales trabajan con los accionistas, con la dirección y expertos en la materia, para construir una visión holística de la estrategia, los procesos, la información y los activos de tecnología de la información. El rol del arquitecto empresarial es tomar este conocimiento y asegurar que el negocio y las tecnologías de la información están alineadas. Debe ligar la misión, la estrategia y los procesos de la organización a su estrategia de tecnologías de la información, documentando esto usando múltiples modelos de arquitectura o vistas que muestran como las necesidades presentes y futuras de la organización serán cubiertas de una manera eficiente, sustentable, ágil y adaptable.
Operan a través de «silos de información» y computacionales, para dirigir aproximaciones comunes y exponer activos de información y procesos a través de la empresa. Su meta es proporcionar una arquitectura que soporte el ambiente de tecnologías de la información más eficiente y seguro cumpliendo las metas de la empresa.
Son como urbanistas, proveen mapas de ruta y regulaciones que la ciudad usa para administrar su crecimiento y provee servicios a sus ciudadanos. En esta analogía, es posible diferenciar el rol que un arquitecto de sistemas, que planea uno o más edificios; el arquitecto de software, que es responsable de algo análogo a los sistemas de aire acondicionado, ventilación y calefacción (HVAC, por sus siglas en inglés) dentro de la edificación; el arquitecto de red, quien es responsable por algo como la plomería dentro del edificio y la infraestructura de agua y drenaje entre edificios o partes de la ciudad. El arquitecto empresarial sin embargo, como un urbanista, enmarca el diseño de la ciudad y coordina otras actividades dentro de un plan más grande.
Una estrategia de arquitectura empresarial holística (entarch) tiene el potencial de permitir tanto el negocio como las estrategias de TI de cohesionarse y permitir y estimular una a la otra. Por lo tanto, un arquitecto empresarial puede ser visto como uno de los actores claves para obtener ventaja competitiva a través de las TI a partir de su entendimiento de la estrategia de la organización; apalancado en la Inteligencia Artificial, es posible amplificar las capacidades de los arquitectos para resolver problemas más complejos.

## Responsabilidades
- Alineamiento de la estrategia TI y la planeación con las metas de la compañía.
- Optimización de la administración de la información a través del entendimiento de las siempre cambiantes necesidades del negocio y las capacidades tecnológicas.
- Aseguramiento estratégico para los sistemas de TI de la compañía.
- Promoción de una infraestructura y aplicaciones compartidas para reducir los costos y mejorar el flujo de información. Asegurar que los proyectos no dupliquen su funcionalidad o diverjan uno del otro y con la  estrategia de negocio y de TI.
- Trabajar con los arquitectos de soluciones para proveer un consenso basado en una solución empresarial  escalable, adaptable y en sincronía con las siempre cambiantes necesidades del negocio.
- Administración del riesgo de los sistemas  de información y TI a través de estándares apropiados y políticas de seguridad.
- Involucramiento directo o indirecto en el desarrollo de políticas, estándares y guías que apoyen  la selección, desarrollo, implementación y uso de las TI dentro de la empresa.
- Promover la creación de herramientas y políticas para gestión del   conocimiento y habilidades de los empleados en áreas de especialidad específicas y orientadas a lograr la estrategia.

## Habilidades y conocimiento
- Teoría de sistemas, habilidad para ver cómo las partes interactúan con el todo.
- Conocimiento del negocio para el cual la arquitectura empresarial está siendo desarrollada.
- Conocimiento comprensivo de hardware, software, aplicación e ingeniería de sistemas.
- Conocimiento de Gobierno y operaciones de TI.
- Conocimiento de modelización financiera a lo que corresponde con la inversión en TI.
- Habilidades interpersonales y de liderazgo, Servant leadership, habilidades de colaboración, facilitación y negociación.
- Habilidades de comunicación, escritas y habladas.
- Habilidad para explicar detalles técnicos complejos de un modo que los no técnicos puedan entender.
- Proyecto y administración de programas y habilidades de organización.
- Orientación de servicio al cliente.
- Gestión del tiempo y priorización.